# Pageraji (Cilongok)
Pageraji is een bestuurslaag in het regentschap Banyumas van de provincie Midden-Java, Indonesië. Pageraji telt 9827 inwoners (volkstelling 2010).